# Перший дивізіон (Сейшельські Острови)
Перший дивізіон чемпіонату Сейшельських островів з футболу або комерційна назва Баркліс Перший дивізіон (англ. Seychelles First Division, або англ. Barclays First Division) — найвищий футбольний дивізіон національного чемпіонату, який було створено в 1979 році на Сейшельських островах. Має професійний статус.

## Історія
Мабуть, перший регулярний чемпіонат з 5 команд-учасниць було зіграно в 1941 році, він складався з 20 матчів. До 1955 року число учасників зросло до 9. У 1960-ті роки Аскот домінує у футболі Сейшельських островів. У 1970-ті роки, Рейнджери та Роверз по черзі вигравали національні трофеї. Період з 1982 по 1993 рік описується як час регіоналізації. У 1993 році були знову введені клуби, а перший «повний» сезон за клубною системою завершився в 1995 році.

## Команди-учасниці чемпіонату сезону 2016 року
- ФК Ансі Реюньйон (Ансі Реюньйон)
- Кот д'Ор (Праслен)
- Форестерс (Монт-Флюрі)
- Ла Пасс (Ла Пасс)
- Лайт Старз (Гранді Ансі)
- Норзерн Дайнамо (Глесік)
- ФК Плейсанж (Плейсанж)
- Ревенджерс
- Сент-Джон Боско (Понт-ла-Ру)
- Сент-Льюїс Санс Юнайтед (Вікторія)
- Сен-Мішель Юнайтед (Ансі-о-Пінс)
- Лайонс (Каскейд)

## Чемпіони попередніх років
- 1979 : Сент-Льюїс Санс Юнайтед
- 1980 : Сент-Льюїс Санс Юнайтед
- 1981 : Сент-Льюїс Санс Юнайтед
- 1982 : Форестерс
- 1983 : Сент-Льюїс Санс Юнайтед
- 1984 : Форестерс
- 1985 : Сент-Льюїс Санс Юнайтед
- 1986 : Сент-Льюїс Санс Юнайтед
- 1987 : Сент-Льюїс Санс Юнайтед
- 1988 : Сент-Льюїс Санс Юнайтед
- 1989 : Сент-Льюїс Санс Юнайтед
- 1990 : Сент-Льюїс Санс Юнайтед
- 1991 : Сент-Льюїс Санс Юнайтед
- 1992 : Сент-Льюїс Санс Юнайтед
- 1993 : не було чемпіонату
- 1994 : Сент-Льюїс Санс Юнайтед
- 1995 : Саншайн СК
- 1996 : Сен-Мішель Юнайтед
- 1997 : Сен-Мішель Юнайтед
- 1998 : Ред Стар
- 1999 : Сен-Мішель Юнайтед
- 2000 : Сен-Мішель Юнайтед
- 2001 : Ред Стар
- 2002 : Ла Пасс та Сен-Мішель Юнайтед (розділили титул)
- 2003 : Сен-Мішель Юнайтед
- 2004 : Ла Пасс
- 2005 : Ла Пасс
- 2006 : ФК Ансі Реюньйон
- 2007 : Сен-Мішель Юнайтед
- 2008 : Сен-Мішель Юнайтед
- 2009 : Ла Пасс
- 2010 : Сен-Мішель Юнайтед
- 2011 : Сен-Мішель Юнайтед
- 2012 : Сен-Мішель Юнайтед
- 2013 : Кот д'Ор
- 2014 : Сен-Мішель Юнайтед
- 2015 : Сен-Мішель Юнайтед

## Виступи по клубам
| Клуб                                           | Місто         | Титулів | Останній титул |
| ---------------------------------------------- | ------------- | ------- | -------------- |
| Сент-Льюїс Санс Юнайтед (включаючи Саншайн СК) | Вікторія      | 14      | 1994           |
| Сен-Мішель Юнайтед                             | Ансі-о-Пінс   | 13      | 2015           |
| ФК Ла Пасс                                     | Ла Пасс       | 4       | 2009           |
| ФК Монт-Флюрі                                  | Вікторія      | 2       | 1984           |
| Ред Стар                                       | Ансі-о-Пінс   | 2       | 2001           |
| ФК Ансі Реюньйон                               | Ансі Реюньйон | 1       | 2006           |
| Кот д'Ор                                       | Праслен       | 1       | 2013           |

## Найкращі бомбардири
| Рік  | Бомбардир     | Команда                                | Голи |
| 2003 | Філіп Зіалор  | Сен-Мішель Юнайтед                     |      |
| 2006 | Єлвенні Роус  | ФК Ансі Реюньйон                       | 13   |
| 2008 | Філіп Зіалор  | Сен-Мішель Юнайтед                     | 22   |
| 2009 | Філіп Зіалор  | Сен-Мішель Юнайтед та ФК Ансі Реюньйон | 19   |
| 2010 | Вілнес Брутус | Сен-Мішель Юнайтед                     | 16   |
| 2011 | Єлвенні Роус  | ФК Ла Пасс                             | 11   |

## Команди, які раніше виступали у Першому дивізіоні
- Вікторія Сіті
- Сент-Роч Юнайтед
- Супер Меджик Бразерз
- Сент-Френсіз